# Humanisme d'Oslo
L'humanisme d'Oslo est un cercle culturel apparu en Norvège à la fin du XVIe siècle.
Les humanistes d'Oslo était la désignation d'un cercle savant de personnes associées au chapitre d'Hallvard entre 1580 et 1610. Grâce à leur travail, ils ont fait d'Oslo un des centres culturels de la Norvège (avec Bergen).

## Histoire
À la suite de la Réforme protestante, les liens de l'école de la cathédrale avec une grande partie de l’Europe ont disparu. En contrepartie, des liens plus solides avec le Danemark et le Nord de l'Allemagne se sont noués.
Les enseignants de l'école étaient issus des universités de Copenhague et de Rostock. À partir de 1580, l'école est devenue le centre d'un petit environnement humaniste grâce à ses contacts avec l'Allemagne.

## Principales figures de l'humanisme d'Oslo
- Jens Nilssøn, évêque, célèbre pour ses livres Visitabøker.
- Rasmus Hjort, avec Jens Nilssøn, il a écrit et publié le premier livre d'école rédigé par des Norvégiens.
- Claus Bergn, chantre et doyen.
- Hallvard Gunnarssøn, maître et professeur de théologie.

L'école de la cathédrale était le haut lieu de la production littéraire qui était principalement rédigée en latin.